# نمو صيفي

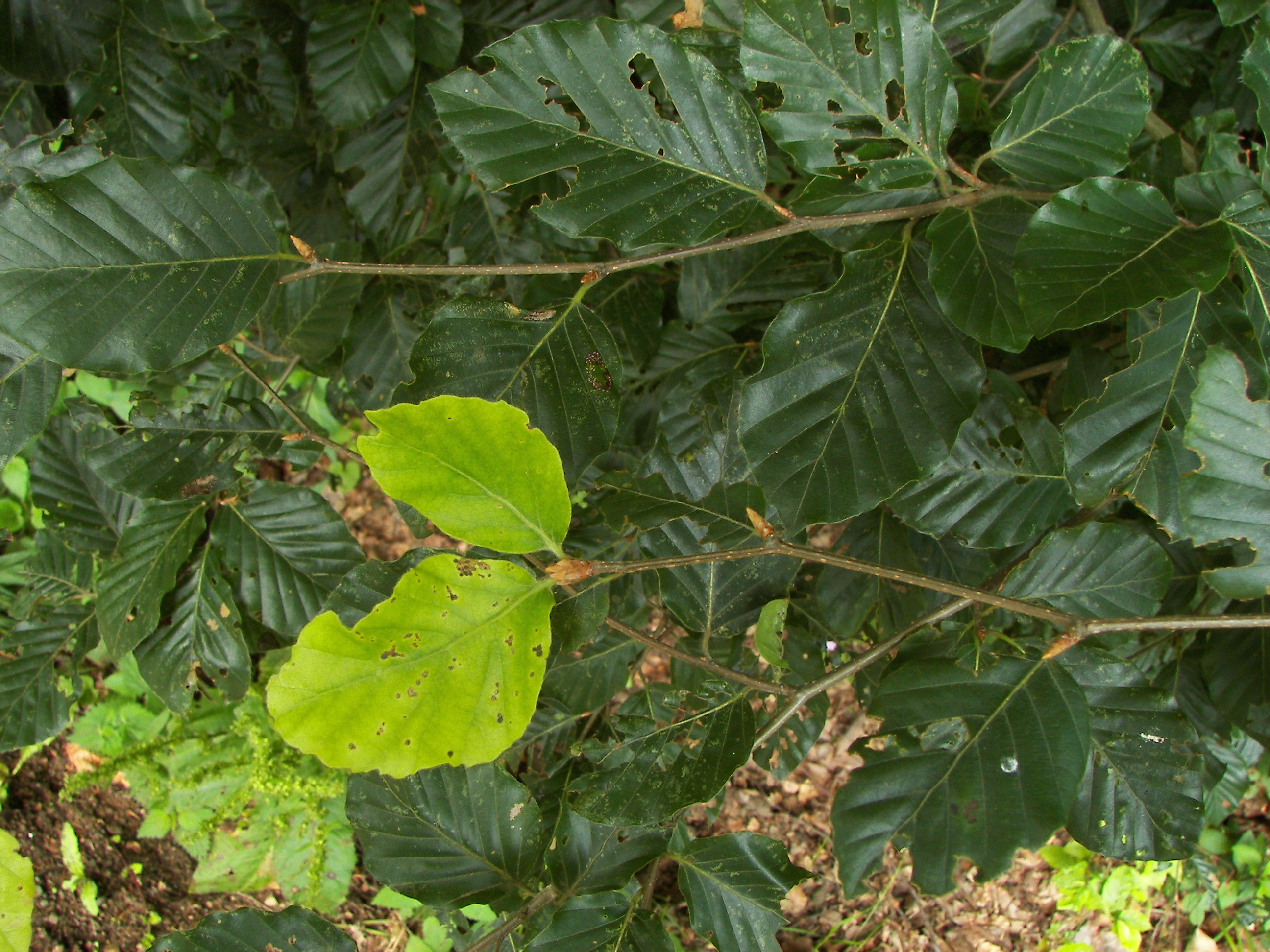

النمو الصيفي هو موسم نمو متجدد في بعض الأشجار في المناطق المعتدلة التي تم وضعها في يوليو وأغسطس (إذا كان في نصف الكرة الشمالي، أما في الجنوب فيكون يناير وفبراير)، أي حوالي يوم 1 أغسطس، وهو يوم الحصاد.
يمكن أن يحدث في كل من الأخشاب الصلبة والخشب اللين. من الأمثلة على الأشجار الشائعة التي تظهر إعادة نمو: البلوط، المران، الزان، الجميز، الطقسوس، الصنوبر البري، الراتينجية المقلية، الزعرور. قد يكون هذا النمو الثانوي إستراتيجية تطورية للتعويض عن تلف الأوراق الناجم عن الحشرات خلال الربيع. لا يشمل في الحور أو البتولا أو الصفصاف.
ينخفض النمو الصيفي مع عمر الشجرة، حيث يكون أكثر قوة وملاحظة في الأشجار الصغيرة. وهو يختلف في طبيعته عن نمو الربيع الذي يتم إصلاحه عند وضع الأوراق والبراعم في البرعم في العام السابق. تدفق اللاماس هو نمو حر للأوراق / الإبر المصنوعة حديثًا في جميع أنحاء الشجرة. تنفتح واحد أو أكثر من البراعم التي تم حصدها في الربيع على نهايات السيقان الطرفية والجانبية، ويبدأ في النمو، مما ينتج أنواع جديدة.